# موریس سترز
موریس سترز (انگلیسی: Maurice Setters؛ ۱۶ دسامبر ۱۹۳۶ – ۲۲ نوامبر ۲۰۲۰) یک بازیکن فوتبال اهل بریتانیا است.
از باشگاه‌هایی که در آن بازی کرده‌است می‌توان به چارلتون اتلتیک، منچستر یونایتد، اکستر سیتی، کاونتری سیتی، وست برومویچ آلبیون و استوک سیتی اشاره کرد. وی در تاریخ ۲۲ نوامبر ۲۰۲۰ در گذشت.